# Zgodovina Butana
Zgodovina Butana, začenši z verjetno naselbino himalajske države okrog leta 2000 pr. n. št., zajema obdobje približno 4000 let. Vendar pa prvih 3000 let te zgodovine ostaja v domeni mitologije, saj ni pisnih virov o prvotnih prebivalcih države, Thepu. Z uvedbo budizma, ki so ga prinesli menihi pobegli iz Tibeta v 9. stoletju, se je začela faza zavarovanega zgodovinskega znanja.  Do takrat je hindujska fevdalna kneževina oblikovala budizem. Od leta 1616 je šabdung Ngavang Namgjal združil poglavarje dežele pod svojo oblastjo. Kljub skoraj 100-letnemu mejnemu sporu z britanskimi kolonialnimi vladarji Indije je Butan ohranil svojo neodvisnost. Od leta 1968 je država ustavna monarhija.

## Predzgodovina
Čeprav so arheološke najdbe v zgodnji zgodovini Butana še vedno slabe, kamnita orodja in orožje ter megaliti, ki so se verjetno uporabljali za označevanje meja ali obredov, kažejo, da je bila naselitev države, v kateri so prevladovale najvišje gore na svetu, pred približno 2000 leti pred našim štetjem.
Obstajajo špekulacije, da je bilo ozemlje današnjega Butana v 7.-9. stoletju del Tibetanskega cesarstva ali severnega indijskega imperija Kamarupa. Toda to ni dokazano. Butan je bil verjetno brez tujih vlad ves čas svojega obstoja . Špekulacije o pripadnosti Tibetu so izhajale tudi iz imena Bhutan, ki je verjetno izpeljan iz sanskrtske besede Bhota-ant ('konec Bhota', indijsko ime za Tibet) ali Bhu-uttan ('visokogorje'). Ime Butan se uporablja v državi, vendar le v publikacijah v angleškem jeziku, tradicionalno je ime od 17. stoletja dalje Drukyul – 'dežela zmajevih ljudi' ali 'dežela gromkega zmaja' - sklicevanje na dominantno budistično vero v državi.

## Uvedba budizma
Uvedbo budizma v 8. ali 9. stoletju so izvajali tibetanski menihi. Leta 747 naj bi budistični modrec, sveti Padmasambhava, prišel iz Indije v Butan in spreobrnil kralja Sendharka na povabilo nekaterih lokalnih knezov. Kasneje je odpotoval v Tibet. Po vrnitvi iz Tibeta naj bi ustanovil Njingma smer mahajana budizma, ki je v naslednjih stoletjih postal dominantna religija Butana. Guru Rinpoče je nekaj časa preživel v Indiji in povzročil močan indijski vpliv na kulturo Butana, dokler povečanje priseljevanja iz Tibeta ni prineslo novih kulturnih in verskih vplivov iz Tibeta. 
Indijsko-hindujski vplivi so bili odstranjeni v 12. stoletju, ko je bil budizem pod pretvezo tibetanskega lamaizma razglašen za državno vero. Nastalo je veliko samostanov, ki so postali stebri fevdalne družbe. Iz mešanice Thepu in Tibetancev so se razvili Bhotiji in ustanovili Drukpa (sekta Rdečih kap) šole Kagju, ki je še vedno prevladujoča oblika te doktrine.

## Združitev dežel
Šabdung Navang Namgjala (1616-1651), ki je moral pobegniti v Butan, kot priznanje za ponovno rojstvo Pema Karpa (vodja budistične šole Drukpa Kagju), je zavrnil Tsang Desi, ki mu je uspel v času njegove vladavine leta 1616 dogovor doslej neodvisnih kneževin države s teokratskim imperijem. Rojen v Tibetu, verski dostojanstvenik velja za ustanovitelja države in ustanovitelja butanske identitete. S svojimi kulturnimi dosežki - je vse regije države razdelil v pisno upravo - postavil je temelje današnji butanski družbi. Država je prejela veljavno ime Druk Yul (dežela zmajev). Dogovor je začel s podreditvijo privržencev budistične sekte Drikung Kagju v zahodnem Butanu. Leta 1634 je šabdrung zaključil svojo združitev z zmago v 'bitki petih lam' nad silami Tibetancev in butansko zavezništvo proti njim je zmagalo. Razdelitev vodstva države na religiozno (Je Khenpo) in politično-upravno (vodja Druk Desi) se je prav tako vrnilo.
Leta 1627 so jezuiti Estêvão Cacella in João Cabral potovala kot prva predstavnika rimskokatoliške cerkve v Butan in bila prva Evropejca v državi.  Srečala sta se tudi s šabdungom Navang Namgjalom in o tem poročala v pismih.

## Smrt šabdrunga Namgyala in spor s Tibetom 1651–1728
Smrt Ngavanga Namgjala leta 1651 je bila 54 let skrivnost, da bi preprečili razpad države. Govorilo se je, da se je Ngavang Namgjal umaknil zaradi verskih razlogov; pristop, ki takrat ni bil nenavaden v Butanu, Sikimu in Tibetu. V tem času so bili v njegovem imenu imenovani dostojanstveniki in dnevno dana hrana pred zaklenjena vrata.  Butan se je leta 1710 in 1730 uspešno branil pred napadi združenih tibetanskih in mongolskih vojakov. Državna oblast je bila formalno deljena med duhovnim voditeljem (tshab rgyal, od britansko-indijskih pisateljev imenovan Dharma Raja) in posvetnim vladarjem (sde srid [phyag mdzod], imenovan po britansko-indijskih pisateljih Deb Raja), praktično pa je bila v rokah duhovnikov (lam). Ti so zagotovili guvernerje (penlop), ki so upravljali davke in dolžnosti kmetov in izvajali jurisdikcijo. Med fevdalnimi skupinami moči je nenehno prihajalo do bojev, v katere so posegali iz Tibeta, tako dalajlame kot pančen lame.

## Reinkarnacija kot sistem vladanja
Da bi ohranili kontinuiteto v prihodnosti, sta Je Khenpo in Druk Desi razvila koncept »večkratne reinkarnacije« prvega šabdrunga - reinkarnacije telesa, glasa ali uma. Zadnja oseba, ki se je smatrala za reinkarnacijo telesa Namgjale, je umrla sredi 18. stoletja, inkarnacije glasu in uma pa so bile še vedno priznane na začetku 20. stoletja. V 17. stoletju je državna vera pridobila še večji vpliv in sicer, da mora vsaj en sin iz vsake družine z več sinovi vstopiti v samostan. 

## Spor z Britanci
Leta 1772 se je začel skoraj stoletni mejni spor z britansko vzhodnoindijsko družbo. Po osvajanju Assama leta 1826 je britanska kolonialna sila iskala neposreden nadzor nad mejnimi prehodi, leta 1864 in 1865 (Sinčhulska pogodba) pa je zasedla okrožje Devangiri in druga območja Butana. Z britansko podporo je guverner Ugjen Vangčuk leta 1895 prevzel oblast. V času vladanja se je v Butanu začel počasen proces reform, ko je gradil šole. Leta 1907 je bil v Punakhi izvoljen za kralja (Druk Gjalpo - kralj Butana) in uvedel dedno oblast (rodbina Vangčuk). V Sinčulski pogodbi iz leta 1910 je Britanija formalno priznala neodvisnost Butana, vendar je ohranila nadzor nad zunanjimi zadevami (status protektorata britanske Indije). 

## Velika soseda Indija
8. avgusta 1949 je Butan sklenil pogodbo o prijateljstvu z Indijo, v skladu s katero Indija izvaja zunanje odnose za Butan in zagotavlja gospodarsko pomoč (gradnja cest in elektrarn). Indijski politični rezident je bil v Gangtok (Sikkim). Proti zmerni reformi kralja Džigme Dordže Vangčuka (vladal 1952-1972) in odvisnost od Indije je vodila zaroto uradnikov (5. april 1964 umor premiera Džigme Dordžija, 1. avgust 1965 umor kralja).

## Reforme od 1960-ih
Novembra 1964 je kralj prevzel celotno državno oblast. Leta 1953 je bil ustanovljen Tshogdu, prvi parlament v Butanu, leta 1968 prejel določene zakonodajne pravice in pripravil Butanovo pot do ustavne monarhije. Izvršilno oblast sestavljajo Kraljevski svet in Svet ministrov. Politične stranke so do leta 2007 ostale prepovedane. Pod kraljem Džigmom Dordže Vangčukom so se zmanjšali privilegiji lam in uvedli ukrepi za zmanjšanje fevdalnih pogojev (ukinitev tlačanstva, priprava zemljiške reforme za omejitev velikih posestev na 120 hektarjev, začetek petletnih vladnih načrtov, razvoj izobraževanja, dodelitev državljanstva nepalskim ljudem). 12. februarja 1971 je Butan pridobil mednarodno priznanje (vključitev v ZN) de facto že obstoječe državnosti.
Po smrti Džigme Dordže Vangčuka je bil princ Džigme Singje Vangčuk leta 1972 razglašen za kralja; uradno kronanje je sledilo 2. junija 1974.
Leta 1981 so izgnali tibetanske begunce, ki so zavrnili sprejem butanskega državljanstva.
Politični odpor proti zakonu o državljanstvu, uveden leta 1985, je bil razlog za izgrede in izgon več kot 100.000 nepalskih Butancev (Lhotsampas) iz južnega Butana v Nepal leta 1990. Avgusta 1998 je kralj Džigme Singje Vangčuck svojo moč omejil na voljo parlamenta in se podredil pristojnosti parlamenta. V naslednjih letih je kralj sprejel različne korake za preoblikovanje države v ustavno monarhijo. Leta 2005 je napovedal splošne volitve.
14. decembra 2006, v starosti 51 let, je kralj Džigme Singje Vangčuk abdiciiral v korist svojega sina Džigme Khesar Namgjela Vangčuka. Razlogi za spremembo, prvotno načrtovani za leto 2008, niso bili razkriti. V svojem prvem govoru je 26-letni novi kralj izjavil, da želi pospešiti demokratični razvoj države. Kraljevo prvo potovanje v tujino, ga je februarja 2007 pripeljalo v Indijo, kjer je bila podpisana revidirana pogodba o prijateljstvu, ki je Butan popolnoma osamosvojila glede zunanje politike in oborožitve. 6. novembra 2008 je bil Džigme Khesar Namgjel Vangčuk okronan za 5. zmajskega kralja. V Butanu je bila leta 2008 uvedena ustava, ki je Butan spremenila v demokratično-ustavno monarhijo. Od takrat se lahko v državi ustanovijo politične stranke, državo pa upravljajo izvoljeni predstavniki ljudstva.  Decembra 2007 je bil izvoljen zgornji dom novega parlamenta.
Volitve v spodnji dom so bile potem zadnji korak k vzpostavitvi ustavne monarhije. 318.465 volivcev Kraljevine Butan je prvič glasovalo 24. marca 2008 v Državni zbor. Splošne volitve v Butanu leta 2008 so podelile 47 mandatov spodnjemu domu, za katere sta tekmovala Ljudska demokratična stranka (PDP) in Butanska stranka miru in blaginje (DPT). Rojalistična Butanska stranka miru in blaginje (DPT) je zmagala in osvojila 45 od 47 sedežev.
V prihodnosti bodo vsi kralji prenašali krono nasledniku prestola na 65. rojstni dan.